# Добрунска-Риека
Добрунска-Риека (серб. Добрунска Ријека / Dobrunska Rijeka) — село в общине Вишеград Республики Сербской Боснии и Герцеговины. Население составляет 51 человек по переписи 2013 года.

## История
В ночь с 12 на 13 марта 1946 года именно здесь усилиями югославских спецслужб был арестован командующий Югославскими войсками на родине Драголюб Михаилович.

## Достопримечательности
В селе есть монастырь Святого Николая, являющийся частью монастыря Добрун.